# Giōrgos Kyrtsos
Giōrgos Kyrtsos (in greco Γιώργος Κύρτσος?; Atene, 4 giugno 1952) è uno scrittore e giornalista greco.
È stato direttore del quotidiano Eleftheros Typos.
Ha fondato insieme a Nikos Mpenopoulos il City Press, un giornale gratuito che ha fatto la sua prima apparizione nelle stazioni della metropolitana di Atene il 4 giugno 2003.
Ha pubblicato il libro La guerra segreta dei centri di potere.